# Heinrich Schütz
Pour les articles homonymes, voir Schütz.
Œuvres principales
- Psalmen Davids, SWV 22 à 47 (1619)
- Auferstehungshistorie, SWV 50 (1623)
- Dafne (1627)
- Musikalische Exequien, SWV 279 à 281 (1636)
- Weihnachtshistorie, SWV 435 (1664)

Heinrich Schütz (né à Köstritz, 8 octobre 1585 - mort à Dresde, 6 novembre 1672, en latin Henricus Sagittarius) est un  compositeur allemand, représentatif du premier baroque allemand, aux côtés, notamment, de Samuel Scheidt et de Johann Hermann Schein. Il est généralement considéré comme le plus grand musicien allemand antérieur à Jean-Sébastien Bach, et l'un des plus importants de la musique occidentale au XVIIe siècle avec Monteverdi.

## Biographie
Schütz est le deuxième né de huit frères et sœurs. Il naît à la Grue d'Or, l'auberge de son père à Köstritz (alors Reuß, Thuringe de l'Est). Il est baptisé le 9 octobre 1585 à l'église Saint-Léonard. La famille de son père était originaire de Franconie et s'était installée au XVe siècle dans les monts métallifères près de Chemnitz. Son père était greffier de la ville de Gera et déménagea à Köstritz pour travailler comme aubergiste et gérant de domaine. En 1583, il prit comme troisième épouse Euphrosyne Bieger, la fille du futur maire de Gera, Johann Bieger. Le compositeur Heinrich Albert était le fils de sa sœur.
Quand il eut cinq ans, sa famille déménagea à Weissenfels, son père ayant pris en charge une autre auberge. Heinrich Schütz y passe son enfance. En 1599, son talent musical est découvert par Maurice landgrave de Hesse-Cassel. Avec son soutien, il est formé à la musique à la Hofschule (l'école de la Cour) de Cassel, le Collegium Mauritianum. Également grâce à lui, il étudie le droit à Marbourg, puis la musique à Venise où il fut l'élève de Giovanni Gabrieli entre 1609 et 1612 et peut-être celui de Monteverdi au cours d'un second voyage, vingt ans plus tard. Sur son lit de mort, Gabrieli légua à Schütz une de ses bagues et Schütz le considéra toute sa vie comme le maître auquel il devait son art.
Protestant luthérien, il devint organiste à Dresde, puis à partir de 1615 maître de chapelle à Dresde, poste qu'il conserva jusqu'à sa mort à l'âge de quatre-vingt-sept ans des suites d'une attaque cérébrale - avec des interruptions au cours de la guerre de Trente Ans, pendant laquelle il travailla notamment à la cour du roi du Danemark à Copenhague (1633 - 1635, 1641). En 1619, il épousa Magdalena Wildeck (1601 - 1625), de laquelle il eut deux enfants : Anna Justina (née en 1621) et Euphrosyne (1623 - 1655).
Il est l'un des acteurs majeurs de la musique baroque allemande, écrivant de nombreuses œuvres sur des textes en langue vernaculaire. Il écrivit essentiellement des compositions religieuses, mais il est également l'auteur, en 1627, du premier opéra allemand : Dafne (dont la musique est perdue, mais dont subsiste le livret, dû au poète allemand Martin Opitz).
Sa musique est profondément influencée par l'Italie dans sa polychoralité. Ses compositions devinrent plus austères avec la maturité - probablement une des conséquences économiques de la guerre de Trente Ans qui ne permettaient plus de jouer des œuvres de grande ampleur.
Il ne semble subsister aucune de ses pièces instrumentales, alors que sa réputation d'organiste était grande à son époque. Mais les organistes improvisaient leur musique et la publiaient assez rarement. Il influença durablement l'école d'orgue d'Allemagne du Nord, dont le plus célèbre représentant est Jan Pieterszoon Sweelinck.
Anton Colander, Christoph Bernhard, Matthias Weckmann, Heinrich Albert, Johann Theile, Friedrich Werner, Philipp Stolle, Johann Nauwach, Caspar Kittel, Christoph Kittel, Clemens Thieme, Johann Klemm, Johann Vierdanck, David Pohle, Constantin Christian Dedekind, Johann Jacob Löwe, Johann Kaspar Horn, Friedrich von Westhoff, Adam Krieger, Johann Wilhelm Furchheim, Carlo Farina comptent parmi ses élèves.
Heinrich Schütz fut enterré dans l'ancienne Frauenkirche de Dresde, mais sa tombe fut perdue en 1727 au moment de la reconstruction de cette église. Il est fêté le 28 juillet dans le « calendrier des saints » luthérien, aux côtés de Bach et de Haendel. Schütz était surnommé Sagittarius (« sagittaire ») en référence à l'auberge tenue par le père du compositeur, « À l'archer », qui en allemand se dit Zum Schütze, de même résonance que son propre patronyme. À l'instar des œuvres de Jean-Sébastien Bach, les siennes sont répertoriées au moyen du sigle SWV (Schütz-Werke-Verzeichnis), suivi d'un numéro d'ordre.

## Œuvres principales
- Madrigaux italiens, 1611 (SWV 1 à 19)
- Psalmen Davids, 1619 (SWV 22 à 47)
- Auferstehungshistorie, 1623 (SWV 50)
- Cantiones sacræ, 1625 (SWV 53 à 93)
- Becker Psalter, 1628, revu en 1661 (SWV 97 à 256)
- Symphoniæ Sacræ, 1629 (SWV 257 à 276), 1647 (SWV 341 à 367) et 1650 (SWV 398 à 418)
- Kleine geistliche Konzerte (Petits concerts spirituels), 1636 (SWV 282 à 305) et 1639 (SWV 306 à 337)
- Musikalische Exequien (Obsèques musicales), 1636 (SWV 279 à 281)
- Geistliche Chormusik, 1648 (SWV 369 à 397)
- Die Sieben Worte Jesu Christi am Kreuz, 1662 (SWV 478)
- Weihnachtshistorie (Histoire de la Nativité) (oratorio de Noël), 1660-1664 (SWV 435)
- Trois passions :
  - Matthäuspassion, 1664 (SWV 479)
  - Lukaspassion, 1666 (SWV 480)
  - Johannespassion, 1668 (SWV 481)
- Magnificat, 1671 (SWV 468)

## Hommages
L'astéroïde (4134) Schütz est nommé en son honneur.

## Discographie

### Intégrale

#### Sous label Brillant Classics
- Heinrich Schütz Edition Vol. 1, 5 CD (Brilliant Classics, 92196). Avec la Cappella Augustana, dirigée par Matteo Messori, 2003
- Heinrich Schütz Edition Vol. 2, 5 CD (Brilliant Classics, 92440). Avec la Cappella Augustana, dirigée par Matteo Messori, 2004
- Heinrich Schütz Edition Vol. 3, 4 CD (Brilliant Classics, 92795). Avec la Cappella Augustana, dirigée par Matteo Messori, 2005
- Heinrich Schütz Edition Vol. 4, 5 CD (Brilliant Classics, 93972). Avec la Cappella Augustana, dirigée par Matteo Messori, 2008

#### Sous label Carus
- Heinrich Schütz : Geistliche Chor-Music 1648 - Complete recordings, Vol. 1, (Carus, 83.232). Avec la Cappella Sagittariana Dresden et le Dresdner Kammerchor, dirigés par Hans-Christoph Rademann, 2011
- Heinrich Schütz : Italienische Madrigale - Complete recordings, Vol. 2, (Carus, 83.237). Avec le Dresdner Kammerchor, dirigé par Hans-Christoph Rademann, 2011
- Heinrich Schütz : Musikalische Exequien und andere Trauergesänge - Complete recordings, Vol. 3, (Carus, 83.238). Avec le Dresdner Kammerchor, dirigé par Hans-Christoph Rademann, 2011
- Heinrich Schütz : Zwölf geistliche Gesänge - Complete recordings, Vol. 4, (Carus, 83.239). Avec le Dresdner Kammerchor, dirigé par Hans-Christoph Rademann, 2012
- Heinrich Schütz : Cantiones Sacrae - Complete recordings, Vol. 5 (Carus, 83.252). Avec le Dresdner Kammerchor, dirigé par Hans-Christoph Rademann, 2012
- Heinrich Schütz : Lukaspassion & Die Sieben Worte - Complete recordings, Vol. 6. (Carus, 83.253). Avec le Dresdner Kammerchor, dirigé par Hans-Christoph Rademann, 2013
- Heinrich Schütz : Kleine geistliche Konzerte, Teil 1 - Complete recordings, Vol. 7. (Carus, 83.254). Avec les chanteurs U. Hofbauer, D. Mields, D. Erler, A. Schneider, T. Mäthger, G. Poplutz, F. Schandtke, C. Uhla, A. Wolf, dirigés par Ludger Rémy, 2013
- Heinrich Schütz : Psalmen Davids -  Complete recordings, Vol. 8. (Carus, 83.255). Avec le Dresdner Barockorchester et le Dresdner Kammerchor, dirigés par Hans-Christoph Rademann, 2013
- Heinrich Schütz : Auferstehungshistorie - Complete recordings, Vol. 9. (Carus, 83.256). Avec le Instrumenta Musica, The Sirius Viols et le Dresdner Kammerchor, dirigés par Hans-Christoph Rademann, 2014
- Heinrich Schütz : Weihnachtshistorie - Complete recordings, Vol. 10. (Carus, 83.257). Avec le Dresdner Barockorchester et le Dresdner Kammerchor, dirigés par Hans-Christoph Rademann, 2015
- Heinrich Schütz : St. Matthew Passion - Complete recording, Vol. 11. (Carus, 83.259). Avec le Dresdner Barockorchester et le Dresdner Kammerchor, dirigés par Hans-Christoph Rademann, 2015
- Heinrich Schütz : Symphoniae Sacrae III, Op. 12 - Complete recordings, Vol. 12. 2 CD (Carus, 83.258). Avec le Dresdner Barockorchester et le Dresdner Kammerchor, dirigés par Hans-Christoph Rademann, 2015
- Heinrich Schütz : Johannespassion - Complete recordings, Vol. 13. (Carus, 83.270). Avec le Dresdner Barockorchester et le Dresdner Kammerchor, dirigés par Hans-Christoph Rademann, 2016
- Heinrich Schütz : Symphoniae Sacrae I - Complete recording, Vol. 14. 2 CD (Carus, 83.273). Avec le Dresdner Barockorchester et le Dresdner Kammerchor, dirigés par Hans-Christoph Rademann, 2017
- Heinrich Schütz : Becker-Psalter - Complete recording, Vol. 15. CD (Carus, 83.276). Avec le Dresdner Kammerchor, dirigé par Hans-Christoph Rademann, 2017

### Autres enregistrements
- Heinrich Schütz : Musikalische Exequien, (Harmonia Mundi, 901261). Avec La Chapelle Royale, dirigée par Philippe Herreweghe, 1987 (rééditions 1998 et 2001)
- Heinrich Schütz : Symphoniae Sacrae III, 2 CD (Deutsche Harmonia Mundi, RD77910). Avec Musica Fiata, Kammerchor Stuttgart, dirigés par Frieder Bernius, 1989
- Heinrich Schütz : Historia der Geburt Jesu Christi - Bernadette Degelin, soprano (l'Ange) ; Kurt Widmer, baryton (Évangéliste) ; Dirk Van Croonenborgh, basse (Hérode) ; Luc De Meulenaere ; Peter Ickx ; Schola Cantorum Bruxelliensis et Musica polyphonica, dir. Louis Devos (Erato) (OCLC 658509203)
- Heinrich Schütz : Auferstehungs-Historie / Histoire De La Résurrection / Resurrection History, (Harmonia Mundi, 901311). Avec Le Concerto vocale, dirigé par René Jacobs, 1990 (Rééditions 1997 et 2002)
- Heinrich Schutz : Historien Der Geburt Und Auferstehung Jesu Christi (Sony. Vivarte, SK 45 943). Avec Kammerchor Stuttgart, Musica Fiata Köln, Barockorchester Stuttgart, dirigés par Frieder Bernius, 1990
- Heinrich Schütz : Weihnachtshistorie / Histoire de la Nativité / The Nativity, (Harmonia Mundi, 2971310). Avec Le Concerto vocale, dirigé par René Jacobs, 1990 (rééditions 2006 et 2014) (Diapason d'Or)
- Heinrich Schütz : Psalmen - Motetten - Konzerte, 2 CD (Deutsche Harmonia Mundi, 05472 77175 2). Avec Cantus Cölln, Musica Fiata, Knabenchor Hannover, dirigé par Konrad Junghänel et Roland Wilson, 1992 (Diapason d'or)
- Heinrich Schutz : Psalmen Davids, SWV 22-47, 2 CD (Sony. Vivarte, SK 48042). Avec Kammerchor Stuttgart, Musica Fiata Köln, Barockorchester Stuttgart, dirigé par Frieder Bernius, 1993 (Diapason d'Or)
- Heinrich Schutz : Psalmen Davids, SWV 22-47, 2 CD (Harmonia Mundi, 901652-53). Avec Cantus Cölln et Concerto Palatino, dirigés par Konrad Junghänel, 1998 (réédition 2012) (Diapason d'Or)
- Heinrich Schütz : Symphoniae Sacrae - Extraits du Deuxième Livre - (K617). Avec La Chapelle Rhénane, dirigée par Benoît Haller, 2004 (Diapason d'Or)
- Heinrich Schütz : Symphoniae sacrae, SACD (Brilliant Classics, 92196). Avec la Cappella Augustana, dirigée par Matteo Messori, 2004
- Heinrich Schutz : Symphoniæ Sacræ III, 2 CD (Harmonia Mundi, 901850-51). Avec Cantus Cölln et Concerto Palatino, dirigés par Konrad Junghänel, 2005
- Heinrich Schütz : Magnificat d'Uppsala et autres œuvres sacrées (K617). Avec La Chapelle Rhénane, dirigée par Benoît Haller, 2006 (Diapason d'Or)
- Heinrich Schütz : Histoire de la Résurrection & Musikalische Exequiem (K617). Avec La Chapelle Rhénane, dirigée par Benoît Haller, 2007
- Heinrich Schütz : Opus Ultimum - Schwanengesang, 2 CD (Harmonia Mundi, 901895-96). Avec Collegium Vocale Gent et Concerto Palatino, dirigés par Philippe Herreweghe, 2007
- Heinrich Schütz : Musicalische Exequien (Ricercar, RIC 311). Avec Vox Luminis, dirigé par Lionel Meunier, 2011 (Diapason d'Or)
- Heinrich Schütz : Psalmen Davids - extraits (K617). Avec La Chapelle Rhénane, dirigée par Benoît Haller, 2012
- Heinrich Schütz : Musikalische Exequien (op. 7, SWV 279-281), Kleine Geistliche Konzerte (op. 8, SWV 382-337), Geistliche Chormusik (op. 11, SWV 391), Dialogus (SWV 339), Deutsches Magnificat (SWV 494). Ensemble Sagittarius dirigé par Michel Laplénie (Hortus 135, 2016)